# Julián Borderas Pallaruelo
Julián Borderas Pallaruelo, El Sastre (Bescós de Garcipollera, avui Jaca 9 de gener de 1899 - Ciutat de Mèxic, 28 de setembre de 1980) va ser un polític i sindicalista socialista aragonès. Va ser un dels líders de la facció civil de la insurrecció de Jaca i un dels fundadors de l'Agrupació Socialista d'aquesta localitat. El 1936 es va convertir en el primer diputat del PSOE per la província d'Osca. En l'exili es va convertir en una de les figures principals del socialisme prietista, ocupant càrrecs importants en la República espanyola en l'exili.

## Biografia

### Els anys anteriors a la República
Va néixer el 1899 en el petit poblet de Bescós de Garcipollera (Osca) en una família humil. Als onze anys, com la seva família no podia pagar-li estudis, va començar a treballar per diferents pobles del Pirineus aragonès al servei d'un sastre itinerant. Això li va posar en contacte amb un ofici en el qual treballaria fins al final dels seus dies. Després d'una estada a Madrid i a París en la que va perfeccionar els seus arts amb l'agulla, va muntar en Jaca, el 1923, el seu primer taller de sastre. Un any després va fundar amb Alfonso Rodríguez El Relojero i Mariano Vizcarra, l'Agrupació Socialista de Jaca. Va ser la primera d'aquest signe polític de tota la província d'Osca.

### La revolta de Jaca
Julián Borderas va conèixer al capità Fermín Galán el 1930, poc després que es traslladés a Jaca després de ser alliberat del castell de Montjuïc. De seguida es va sumar a la revolta que estava preparant Galan per portar a Espanya la República. Si bé la intervenció de Borderas va ser més administrativa i política que militar, no hi ha dubte que pot considerar-se'l, al costat d'Antonio Beltrán Casaña el Esquinazau i Alfonso Rodríguez el Relojero, un dels principals líders de la facció civil d'aquesta. Una de la feina de casa va ser organitzar el primer –i breu- ajuntament republicà de la ciutat, ocupant en el mateix el càrrec de vocal. Fracassada la revolta, va ser enviat a presó, on va estar fins a la proclamació de la República, el 14 d'abril de 1931.

### La bandera republicana
Borderas, a petició de Fermín Galán, va cosir l'ensenya tricolor que onejaria a l'ajuntament de Jaca el 12 de desembre de 1930 i que, pocs mesos després, es convertiria en la Bandera de la Segona República Espanyola. Hi ha una novel·la de Carlos Rojas Vila, Azaña, guanyadora del Premi Planeta de 1973, en la que apareix Borderas i on es diu que va ser ell qui dissenyà la bandera. Aquest error ha portat a importants confusions sobre l'origen de l'ensenya. En realitat, com ha demostrat l'historiador Enrique Marieta, Borderas es va limitar a utilitzar un disseny que ja venia de bastants anys enrere. No obstant això, sí que es deu a ell, o, més aviat al fet de la insurrecció de Jaca, que la va popularitzar molt més entre el poble, que fos aquest disseny tricolor el que acabés relacionant-se amb la República espanyola.

### La Segona República a Jaca
Borderas va ser un dels més destacats largocaballeristas de la província durant els anys de la Segona República. Al seu caràcter de president de l'Agrupació Socialista de Jaca han d'unir-se les seves intervencions a la província com a sindicalista de la UGT (és el cas, per exemple, de la vaga de Sabiñánigo de 1932). Va entrar novament a la presó després dels successos revolucionaris d'octubre de 1934. A Jaca, no obstant això, la vaga va tenir un caràcter totalment pacífic. Al febrer de 1936 va ser l'únic candidat socialista del Front Popular, formada per ell amb Ildefonso Beltrán Pueyo, Joaquín Mallo Castán i Casimiro Lana Sarrate. La victòria absoluta del Front a Osca el va convertir en el primer diputat socialista d'Osca en la seva història.

### Guerra Civil
Borderas va estar força involucrat en la guerra civil, ja des de la nit del 18 de juliol, en la que va fugir de Jaca després d'enfrontar-se als militars revoltats. Va ser un dels organitzadors del Batalló Alt Aragó, i, aviat, després que Alfonso Rodríguez en fos destituït, en fou nomenat Comissari. Ocupà el mateix càrrec en la 130a Brigada Mixta de l'Exèrcit Popular Espanyol fins que, a l'estiu de 1937, va ser elevat al lloc de Comissari del X Cos d'Exèrcit. Al final de la guerra era comissari general d'Enginyers a Barcelona. A Aragó també va treballar per reestructurar el Front Popular i, sobretot, al PSOE i la UGT altaragonesos. Respecte al Consell d'Aragó, va seguir la política emanada oficialment pel PSOE. Cal assenyalar també que durant la guerra civil va abandonar definitivament la seva posició largocaballerista per donar suport al grup prietista. Va ser també un dels pocs diputats que van assistir en el castell de Figueres a l'última reunió de les Corts republicanes en territori espanyol.

### L'exili a França i a Àfrica
Borderas va travessar la frontera francesa, després de la caiguda de Catalunya, al febrer de 1939. A la fi de 1940 va ser enviat al camp de concentració d'Agde. Aviat es va evadir i va prendre, clandestinament, un vaixell a Marsella. Va ser capturat en Alger, empresonat i traslladat a diferents camps de treball a Àfrica, entre ells, el de Bou Arfa. A la fi de 1941 va aconseguir sortir -ne i prendre el vapor Quanza per traslladar-se a Mèxic.

### A Mèxic
Una vegada a Mèxic, Borderas es va convertir en un dels més destacats homes del bàndol prietista. Ja el 22 d'octubre de 1942 es va integrar, com a vocal, en la directiva de la Minoria Socialista, i, tres anys després, 19 d'agost de 1945, va ser nomenat comptador de la primera directiva de l'Agrupació Socialista Espanyola a Mèxic. En els anys següents va ser vicepresident i secretari de la Minoria Parlamentària Socialista, vicepresident del Centre Republicà Espanyol, vocal de l'editorial Pablo Iglesias, president de la Peña Joaquín Costa, i membre de la Benèfica Hispana.
També va destacar per la seva trajectòria professional. De fet, va ser un dels sastres més sol·licitats pels republicans espanyols (entre ells, el del mateix Indalecio Prieto) i va treballar per a homes com, per exemple, el ministre d'Educació del PRI de Mèxic, Agustín Yáñez Delgadillo, o l'astronauta Iuri Gagarin. També va realitzar els vestuaris d'algunes pel·lícules mexicanes. El 1974, després de la ruptura, dos anys abans, del PSOE en dos grups, ell va optar per defensar el dels renovadors de Felipe González. Va morir el 1980 i tota la resta de la seva família viu a Mèxic.